# Upton
Pour les articles homonymes, voir Upton (homonymie).
Upton est une municipalité du Québec faisant partie de la municipalité régionale de comté d'Acton dans la région administrative de la Montérégie. Ses habitants sont des Uptonais.

## Toponymie
L'origine du nom d'Upton est encore incertaine en partie, mais elle « rappellerait une ville du comté de Chester, dans le nord-ouest de l'Angleterre, le même qui avait été retenu pour identifier le canton, proclamé en 1800, dans les limites duquel la municipalité demeure enclose ».

## Histoire

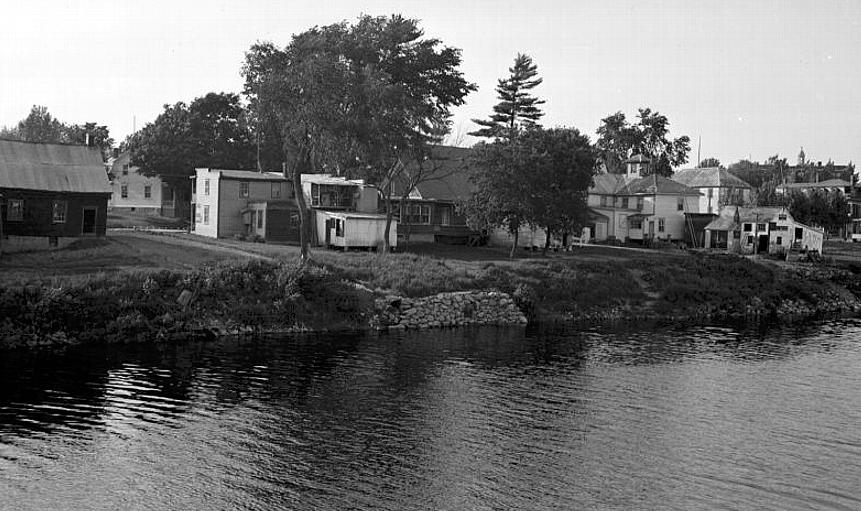
Maisons en bordure de la rivière Noire (1937)

La nouvelle municipalité d'Upton a été créée le 25 février 1998 à la suite du regroupement de la municipalité du village d'Upton et de la municipalité de la paroisse de Saint-Éphrem-d'Upton. 
La paroisse de Saint-Éphrem-d'Upton est érigée canoniquement en 1854 et l'église anglicane fondatrice écossaise Christ Church est érigée en 1864.
La municipalité est établie officiellement en 1855 et son bureau de poste en 1858. On reconnait la municipalité de ville le 1er janvier 1878.
Jusqu'en 1980, elle faisait partie de l'ancien comté de Bagot.

## Géographie
La municipalité est traversée par la route 116.
Située à 15 km d'Acton Vale, elle est traversée par la rivière Noire, un affluent de la rivière Yamaska, qui en délimite le sud-est puis passe à l'est de de l'agglomération et coule vers le sud-ouest.
La rivière le Renne y coule du nord-est vers le sud-ouest jusqu'à sa confluence avec la rivière le Renne. 

## Démographie
| 1991 | 1996  | 2001  | 2006  | 2011  | 2016  | 2021  |
| ---- | ----- | ----- | ----- | ----- | ----- | ----- |
| 934  | 1 070 | 1 960 | 1 954 | 2 075 | 2 092 | 2 046 |

## Administration
Les élections municipales se font en bloc pour le maire et les six conseillers.
| Upton Maires depuis 2001                                                                                             |              |         |          |
| Élection | Maire        | Qualité | Résultat |
| 2001 | Yves Croteau |         | Voir     |
| 2005 | Yves Croteau | Voir    |          |
| 2009 | Yves Croteau | Voir    |          |
| 2013 | Yves Croteau | Voir    |          |
| 2017 | Guy Lapointe |         | Voir     |
| 2021 | Guy Lapointe | Voir    |          |
| Élection partielle en italique Depuis 2005, les élections sont simultanées dans toutes les municipalités québécoises |              |         |          |

## Attraits touristiques
- Magasin général d'Upton
- Théâtre de la Dame de Cœur
- Musée Saint-Éphrem
- Parc nature de la région d'Acton

## À la télévision
Upton a déjà passé dans l'émission La Petite Séduction, animée par Dany Turcotte. La municipalité avait alors été visitée par Nicole Martin. Un parc de l'endroit a d'ailleurs pris le nom de Il était une fois des gens heureux, grand succès de la chanteuse, afin de lui rendre hommage.

## Galerie d'images

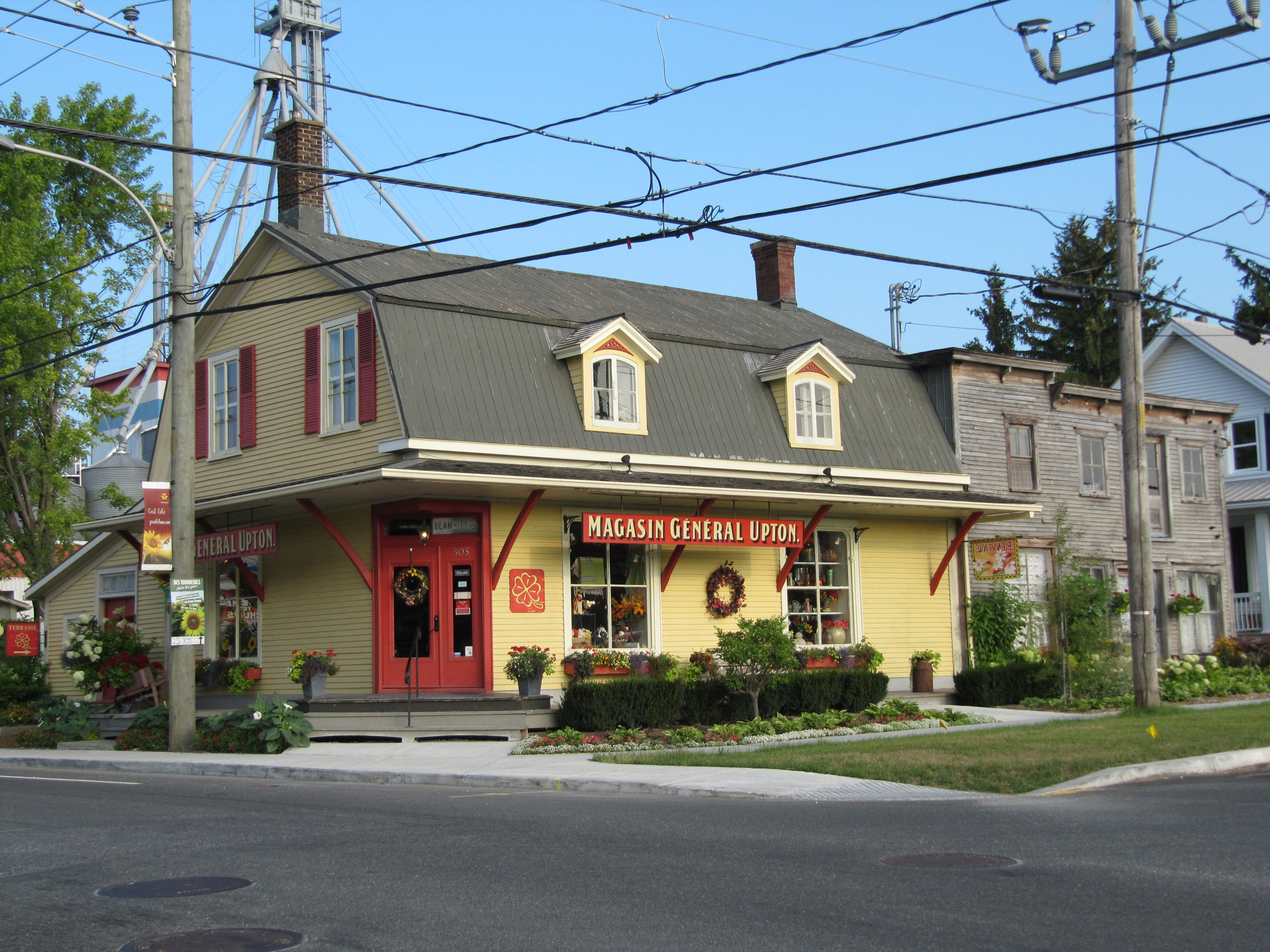
Magasin général Upton.
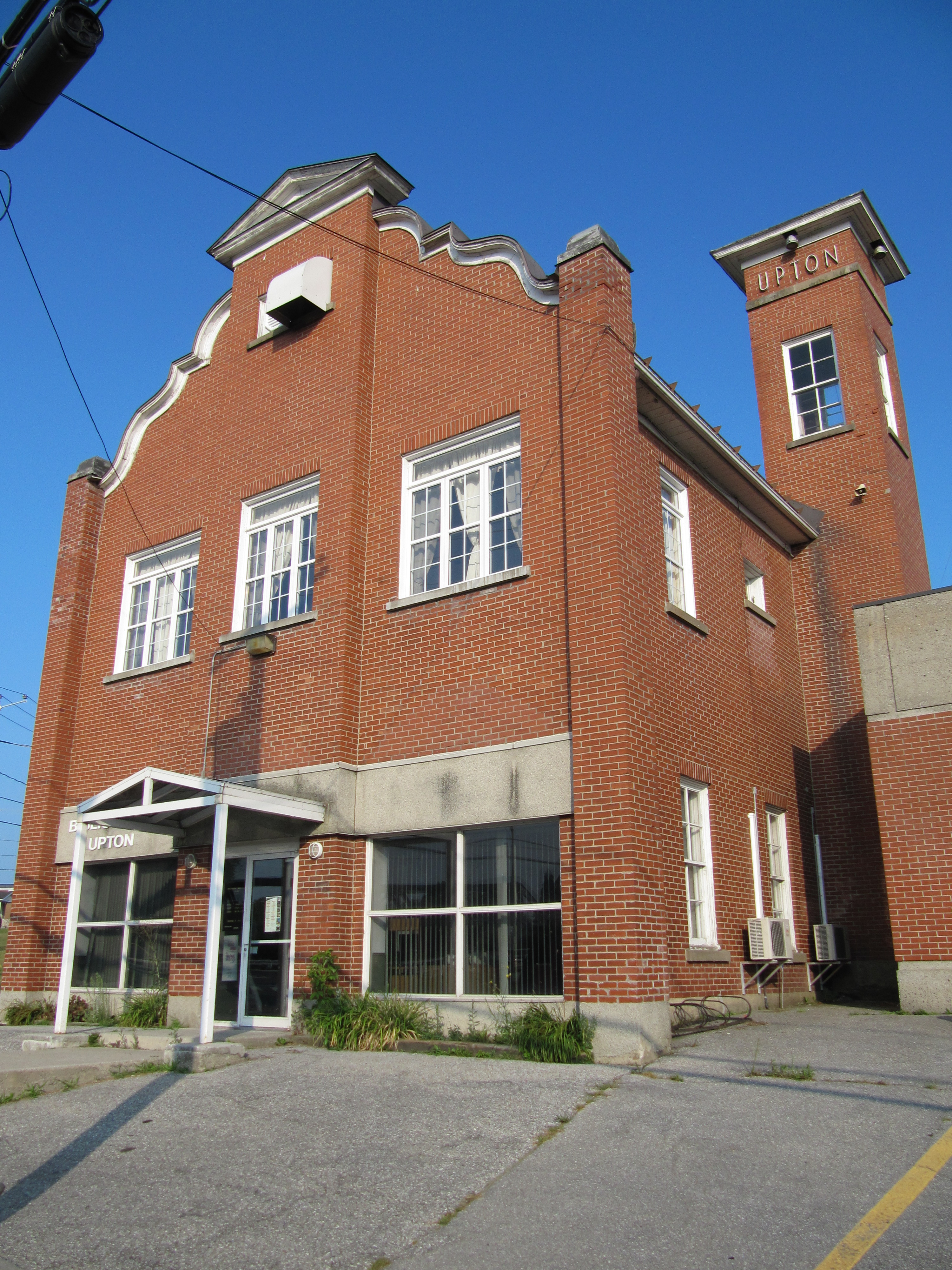
Bibliothèque et caserne 30.